# معالجة المعلومات الاجتماعية (نظرية)

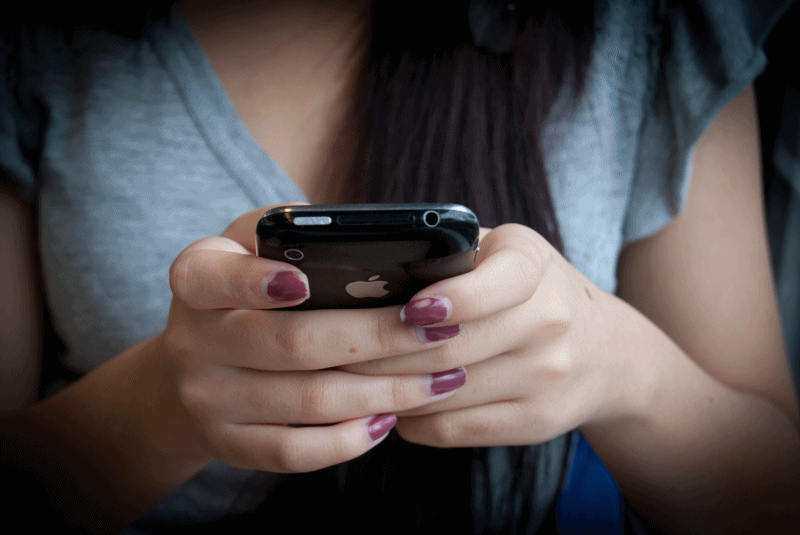

نظرية معالجة المعلومات الاجتماعية (بالإنجليزية: Social Information Processing Theory)‏ هي نظرية عن التواصل بين الأفراد والدراسات الإعلامية، وُضعت في عام 1992 من قبل جوزيف والثر. تشرح نظرية معالجة المعلومات الاجتماعية التواصل عبر الإنترنت عبر الإنترنت دون الإشارات غير اللفظية وتطوير العلاقات وإدارتها في بيئة بوساطة الكمبيوتر.
في الوقت الذي تشير فيه النظرية تقليديا إلى تلك الاتصالات التي تحدث عن طريق تنسيقات بوساطة الكمبيوتر (مثل الرسائل الفورية، والبريد الإلكتروني، وغرف الدردشة)، إلا أنه تم تطبيقها على أشكال أخرى من التفاعل القائم على النص مثل كالرسائل النصية. في البيئات الحاسوبية، قد تتطلب تنمية العلاقات الشخصية وقتا أطول لتطويرها، عن الوقت الذي تتطلبه العلاقات التقليدية وجها لوجه. تقول نظرية معالجة المعلومات الاجتماعية أن العلاقات الشخصية عبر الإنترنت قد تُظهر نفس خصائص الأبعاد والعلاقات التي تحدث في العلاقات ذات التفاعل المباشر. كما قد تساعد العلاقات عبر الإنترنت في تسهيل التفاعلات التي لم تحدث في شكل مباشر بسبب عوامل مثل الجغرافيا أو القلق بين المجموعات.

## مقدمة
بعد ظهور الإنترنت والشبكة العالمية عام 1990م أصبح التواصل بوساطة الكمبيوتر أسهل وأكثر فعالية وخصوصا في العلاقات الاجتماعية، مما زاد اهتمام العلماء والباحثين لدراسة كيف يمكن للانترنت ان يكون له أثر في تواصل الناس مع بعضهم البعض من خلال الكمبيوتر.
لاحظ (جوزيف فالتر) أن مستخدمي الاتصالات عبر الكمبيوتر كوسيط لتدفق المعلومات (CMC) Computer Mediated Communication لتكوين علاقات شخصية بين الناس عبر الإنترنت قد لا تعطي نفس مستوى من العلاقات الطبيعية مثل التواصل وجهًا لوجه (FTF) Face To Face لغياب الاتصال الغير لفظي وهو ما يفسر الرسالة بطريقة خاطئة أو أرسال معلومة غير صحيحة، وغالبا ما تستخدم في الرسائل النصية التي تفتقر للإشارات الغير لفظية وما تأسست علية نظرية معالجة المعلومات الاجتماعية SIPT -Social Information Processing Theory.

## نظرية معالجة المعلومات الاجتماعية SIPT
تعتبر نظرية معالجة المعلومات الاجتماعية (SIPT) من نظريات الإعلام التي طورها (جوزيف فالتر) في عام 1992م، وتتحدث النظرية حول كيفية تعرف الناس على بعضهم البعض وتطور العلاقات بينهم عندما يتواصلون عبر الاتصال بواسطة الكمبيوتر اما باستخدام (البريد الإلكتروني - الرسائل النصية - غرف الدردشة - مواقع التواصل الاجتماعية مثل الفيسوك وغيرها من التطبيقات المماثلة) حيث تقترح النظرية بما انه ليس لدينا مقياس لقياس الطرفين في فهم الرسالة التي عادة نتلاقها ونجدها في الاتصال المباشر لذا تقوم النظرية بالبحث عن الأدلة التي تستخدمها الناس من خلال قراءة رسائلهم وما يعبرون عنه من خلال تعابيرهم العاطفية والاجتماعية واللغة التي يملكونها عبر سياق اللغة وبواسطة الكمبيوتر.

## متطلبات النظرية
1- وجود شخصين أو أكثر في عملية التواصل.
2- توفر اتصالات والكمبيوتر كوسيط لتدفق المعلومات (CMC).

## افتراضات النظرية
1- يعزز الاتصال بواسطة الكمبيوتر فرصا للتواصل مع الأشخاص، وتعمد الفرضية على ان بناء علاقات مع الأشخاص الآخرين فرصة فريدة خصوصاً مع شخص بعيد جداً.
2- الهدف من التواصل هو تكوين انطباع إيجابي عن أنفسهم وعلاقاتهم بآخرين، ويوفر هذا الافتراض بإدارة الانطباع هو أمر اساسي في العلاقات عبر الأنترنت لترك انطباع معين خصوصا في (SNS) Social Networking Sites مواقع التواصل الاجتماعي.
3- أن العلاقات الاجتماعية عبر (CMC) تتطلب وقتا طويلاً لتطوير مستوى العلاقة وربما رسائل أكثر للتعبير الصحيح والكامل بعكس العلاقات التي تتم عبر (FTF) تكون أسرع منها عبر (CMC) لأنها تكون متراكمه بالرغم من سرعتها عبر الإنترنت.

## مفاهيم النظرية
تقترح النظرية بأن الرسائل النصية تحرم مستخدمي التواصل بوساطة الكمبيوتر من الإحساس مقارنة بالتي تتم عبر (FTF) في التفاعل.
تتركز مفهوم النظرية بأن العلاقات بين الأشخاص عبر الإنترنت قد تظهر نفس الأبعاد والصفات العلائقية للعلاقات التي تتم عبر (FTF)، فهي مرتبطة ارتباط وثيقاً مع الذاكرة البشرية والتي تشمل (الذاكرة الحسية، الانتباه التلقائي، الذاكرة القصيرة الأمد، الذاكرة طويلة الأمد) والتي تمثل ما هو موجود في (CMC) من خلال ثلاثة مراحل أساسية وهي:
1- استقبال المعلومات (تخزين المعلومات) Input، ويقابلها في النظرية (النص المرسل).
2- معالجة المعلومات Processing، ويقابلها في النظرية ما تمت ترجمة خلال وقت وحالة استقبال الرسالة والحالة النفسية للمتلقي.
3- الاستجابة (تفريغ المعلومات) Output، رد الفعل حسب الظروف التي تم ذلك سابقا وفقا لفهم المتلقي.
وبالتالي يرى (جوزيف فالتر) أن نظرية معالجة المعلومات الاجتماعية (SIPT) تتركز على عناصر أو مكونات لابد من توفرها في النظرية.

## عناصر النظرية
نظرية معالجة المعلومات الاجتماعية (SIPT) تتركز على عناصر أو مكونات لابد من توفرها في النظرية (المرسل-المتلقي-الوسيلة-رجع الصدى أو رد الفعل).
1- المرسل: وفقا لفالتر يتمتع المرسلون بالقدرة على تقديم أنفسهم بطرق إستراتيجية للغاية وإيجابية للغاية، يتم التحكم في هذا العرض التقديمي الذاتي وهو بمثابة أساس لكيفية تعرف مستخدمي CMC على بعضهم البعض، أن الركيزة الأساسية لهذا المكون من منظور الشخصية المفرطة هي البحث عن التقارب، وهذا يعني أن المرسلين يقدمون معلومات عبر الإنترنت تحث على التقارب عند الآخرين.
2- المتلقي: في صميم هذا المكون في منظور فرط الشخصية هو الإسناد، الإحالات هي تلك التقييمات والأحكام التي نتخذها بناءً على تصرفات أو سلوكيات الآخرين، مما يعني أن جهاز الاستقبال من المحتمل أن يعتقد أن المرسل لديه أوجه تشابه أكثر من الاختلافات، بالإضافة بأنه يمكن أن يعاني جهاز الاستقبال من الاعتماد المفرط على الحد الأدنى من الإشارات المتاحة عبر الإنترنت وينسى أن العلاقة التي تربطه مع المرسل تستند إلى الكلمات.
3- الوسيلة: تسمح الطبيعة CMC للمشاركين عبر الإنترنت بالتفكير في النصوص أو رسائل البريد الإلكتروني قبل إرسالها بالإضافة يمكن إعادة كتابتها من أجل الوضوح والمعنى والملاءمة ويعطي جودة للرسائل.
4- رجع الصدى أو رد الفعل: يفسر فالتر التعليقات على أنها تأكيد سلوكي، وهو ميل لتوقع الفرد من الشخص المستهدف لاستحضار استجابة من ذلك الشخص، والذي بدوره يؤكد من جديد التنبؤ الأصلي، ويقول فالتر (عندما يتلقى المستقبل رسالة انتقائية يقدمها ذاتيًا ويجعل مصدرها مثاليًا، فانه يعيد إنتاجها ويعززها وربما يبالغ فيها) لان الإشارات في بيئة الإنترنت محدودة ويتم تضخيم أو تضخيم الملاحظات التي تحدث لها.

## نتيجة النظرية
يقر والتر بأنه يتم فلترة الإشارات غير اللفظية من المعلومات الشخصية التي نرسلها ونستقبلها من خلال التواصل بوساطة الكمبيوتر نصياً فقط.
بينما السياق المادي، وتعبير الوجه، ونبرة الصوت، والمسافة بين الأشخاص، ووضع الجسم، والمظهر، والإيماءات، واللمس، والرائحة كلها أشياء مفقودة.

## تطبيقات النظرية
تم تطبيق نظرية معالجة المعلومات الاجتماعية (SIPT) على:
1- التعليم عبر الإنترنت.
2- تنمية الطفل.
3- في القيادة.
4- في المدونات.
5- في وسائل التواصل الاجتماعية.
6- التسوق عبر الإنترنت.
7- المواعدة عبر الإنترنت.

### تطبيق النظرية في التعليم عبر الإنترنت
تم استخدام SIPT لدراسة التعلم في الفصول الدراسية عبر الإنترنت التي تفحص تقيم الطلاب وعلاقتهم مع المعلم ومع بعضهم البعض، وقام ديب ناندي، ومارجريت هاميلتون، وجيمس هارلاند من معهد ملبورن الملكي للتكنولوجيا بإجراء بحث في منتديات المناقشة غير المتزامنة في دورات عبر الإنترنت بالكامل تركز دراستهم على عملية المناقشة عبر الإنترنت بين الطلاب والمعلمين، كمرسلين ومستقبلين من خلال قناة CMC.
تكشف النتائج ما يعتبره الطلاب والمدرسون تفاعلًا عالي الجودة في الدورات التدريبية عبر الإنترنت بالكامل واستخدام الأفلام للمساعدة في التعلم والتعليم في بيئة أكاديمية وكيف أن تساعد الناس على إظهار عواطفهم والتي يمكن تضخيمها من خلال استخدام إنتاج الفيديو لأنها توفر منظورًا وشكلًا مختلفين تمامًا.

### تطبيق النظرية في تنمية الطفل
كما تم استخدام SIPT لدراسة تطور السلوك العدواني لدى الأطفال وتشير نظريات السلوك العدواني والملاحظات الأخلاقية في الأطفال إلى وجود أشكال من العدوان التفاعلي (العدائي).
كينيث أ. دودج ونيكي كريك في دراستهم وهما من جامعة فاندربيلت وهي جامعة بحثية خاصة حول قواعد المعلومات الاجتماعية للسلوك العدواني لدى الأطفال، تم وصف الطرق التي تم بها تطبيق النظريات والنتائج الأساسية في علم النفس المعرفي والاجتماعي لدراسة مشاكل السلوك العدواني لدى الأطفال، تم تحديد نموذج معالجة المعلومات الاجتماعية للسلوك العدواني للأطفال وتم العثور فيها على أنماط معالجة الأطفال للتنبؤ بالاختلافات الفردية في سلوكهم العدواني وتناقش الآثار المترتبة على مجموعة العمل هذه للتدخلات التجريبية التي تهدف إلى الحد من السلوك العدواني للأطفال.

### تطبيق النظرية في القيادة
يذكر بول إي مادلوك من جامعة تكساس بأنه أجرى مجموعة متنوعة من الأبحاث في مجال الاتصالات التنظيمية لتطبيقها في القيادة، حيث ذكر في مقالته بعنوان (تأثير أسلوب القيادة للمشرفين على العاملين عن بعد) يتحدث عن أسلوب القيادة الأكثر فعالية في العصر الرقمي اليوم والذي يركز على استخدام التكنولوجيا يمكن أن يكون SIPT مرتبطًا بنمط ومحتوى الرسالة، بالإضافة إلى التوقيت الذي يتم تقديم الرسالة فيه سواء كان ذلك بشكل متزامن أو غير متزامن.

### التطبيق في المدونات
تحتوي المدونات إمكانات لعرض سمات SIPT، لأنها طريقة غير لفظية للتواصل، أجرى ين هو قول وديان هولي أن تحليلًا للمحتوى حول النشر على المدونات في الصين، حيث ناقش الأفراد الإصابة بالأمراض الاتصال الجنسي، وكانوا يحاولون عرض تحويل الرسائل بمرور الوقت وكيف تم تطوير العلاقات الحميمة من خلال استخدام المدونة، حيث تم مقارنة أكثر من 1250 رسالة في بداية الفترة الزمنية ونهاية الفترة الزمنية التي وصلت إلى 900 رسالة في نهاية الفترة الزمنية، لمعرفة الفرق بين عمق الاتصال الذي قدمه كل مستخدم، ووجدوا أن مستوى التفاصيل المشتركة والعلاقة الحميمة بين الأفراد زادت بين الفترتين الزمنيتين، مما يدل على SIPT وكيف يمكن استخدامه لتطوير العلاقة.

### التطبيق في وسائل التواصل الاجتماعية
وسائل التواصل الاجتماعي عبارة عن منصة ضخمة لحدوث SIPT، حيث يقضي الأشخاص الكثير من الوقت في التحدث إلى أفراد آخرين عبر وسائل التواصل الاجتماعي، حيث أجرى روز مي جان وجيريمي ليتاو تجربة (تويتر) كوسيلة من وسائل التواصل الاجتماعي عن كيفية جمع الأشخاص لمعلوماتهم من الصحفيين، بعض المعلومات التي ناقشوها كانت استجابة صحفي على صفحتهم والمعلومات التي قدموها في الصفحة وحيث يمكن أن يعطي ذلك على شعورًا بالتواصل والسمعة الطيبة، تضمنت دراستهم حوالي 150 مشترك من حسابات تويتر من ضمنها حسابات صحيحة ومزيفه تمثل الصحفيين الذين قدموا مستويات مختلفة من المعلومات والأخبار في تغريداتهم، واكتشفوا أنه كلما نشر صحفي واستجاب لتغريدات الناس، زادت الثقة والسمعة التي بنوها مما زاد من مستوى الاتصال والعلاقة الموجودة.

### تطبيق النظرية في التسوق عبر الإنترنت
في سياقات الأعمال، تم استخدام SIPT لدراسة الفرق الافتراضية بالإضافة إلى الطرق التي يؤثر بها المسوقون الفيروسيون (التسوق الفيروسي) على تبني المنتجات والخدمات عبر الإنترنت.
ماني سوبراماني وبالاجي رجا جوبالان إهتما بتطبيق SIPT على أنشطة التسويق والترويج عبر الإنترنت وما يحفزهما هو أن الشبكات الاجتماعية عبر الإنترنت يتم الاعتراف بها كمصدر مهم للمعلومات التي تؤثر على اعتماد واستخدام المنتجات والخدمات، في حين أن إمكانات التسويق الفيروسي للوصول بكفاءة إلى مجموعة واسعة من المستخدمين المحتملين تجتذب اهتمامًا كبيرا، وقد نظرت الدراسات التي تفحص انتشار الابتكارات ونقل الأفكار في الشبكات الاجتماعية إلى التأثير بين الأشخاص على أنه يحدث أكثر من التفاعلات وجهًا لوجه.

### تطبيق النظرية في التعارف عبر الإنترنت
اهتمت بعض الدراسات SIPT من خلال وسائل التواصل الاجتماعية مثل (فيسبوك) ومواقع التعارف على الإنترنت اهتمام لمراقبة SIPT، ومن ضمن الدراسات دراسة لنيكول إليسون، وريبيكا هينو، وجنيفر جيبس، حيث شكلوا نظريتهم الخاصة في مقالتهم إدارة الانطباعات عبر الإنترنت.
وقام الباحثان جيمس فرير وجيف جافين من جامعة صوفيا في اليابان بفحص عملية التعارف عبر الإنترنت وتطوير العلاقة لاختبار نظرية SIPT تبحث هذه الدراسة في تجارب الأعضاء السابقين والحاليين في موقع ياباني شهير للتعارف عبر الإنترنت لاستكشاف مدى ارتباط النظريات الغربية للاتصال بوساطة الكمبيوتر وتطوير العلاقات عبر الإنترنت بتجربة المواعدة اليابانية عبر الإنترنت على وجه التحديد، تفحص دراستهم ما إذا كانت نظرية معالجة المعلومات الاجتماعية قابلة للتطبيق على تفاعلات المواعدة اليابانية عبر الإنترنت.
في عام 2011، قامت الباحثة داريا هاينمان بتحليل تأثيرات SIPT في فيلم (You've Got Mail) (وصلك بريد) الذي انتج عام 1998و يتحدث الفيلم عن علاقة بائعة الكتب البسيطة المثقفة والمنافس التجاري لمحل الكتب، وفي النهاية وبعد أحداث طريفة جداً يقعان في علاقة حب بسبب البريد الإلكتروني، حيث تقترح الباحثة بعض الأسئلة لاستخلاص المعلومات حتى تتمكن من فهم وتحليل SIPT في سياق هذا الفيلم يركز هذان المشاهدان المحددان على إدخال العلاقة عبر الإنترنت بين الشخصيتين، ويوضحان أيضا المنظور المفرط للشخصية لهذه النظرية.